# St. Peter (Illinois)
St. Peter é uma vila localizada no estado americano de Illinois, no Condado de Fayette.

## Demografia
Segundo o censo americano de 2000, a sua população era de 386 habitantes.

## Geografia
De acordo com o United States Census Bureau tem uma área de
1,4 km², dos quais 1,4 km² cobertos por terra e 0,0 km² cobertos por água.

## Localidades na vizinhança
O diagrama seguinte representa as localidades num raio de 20 km ao redor de St. Peter.